# Wat Langka

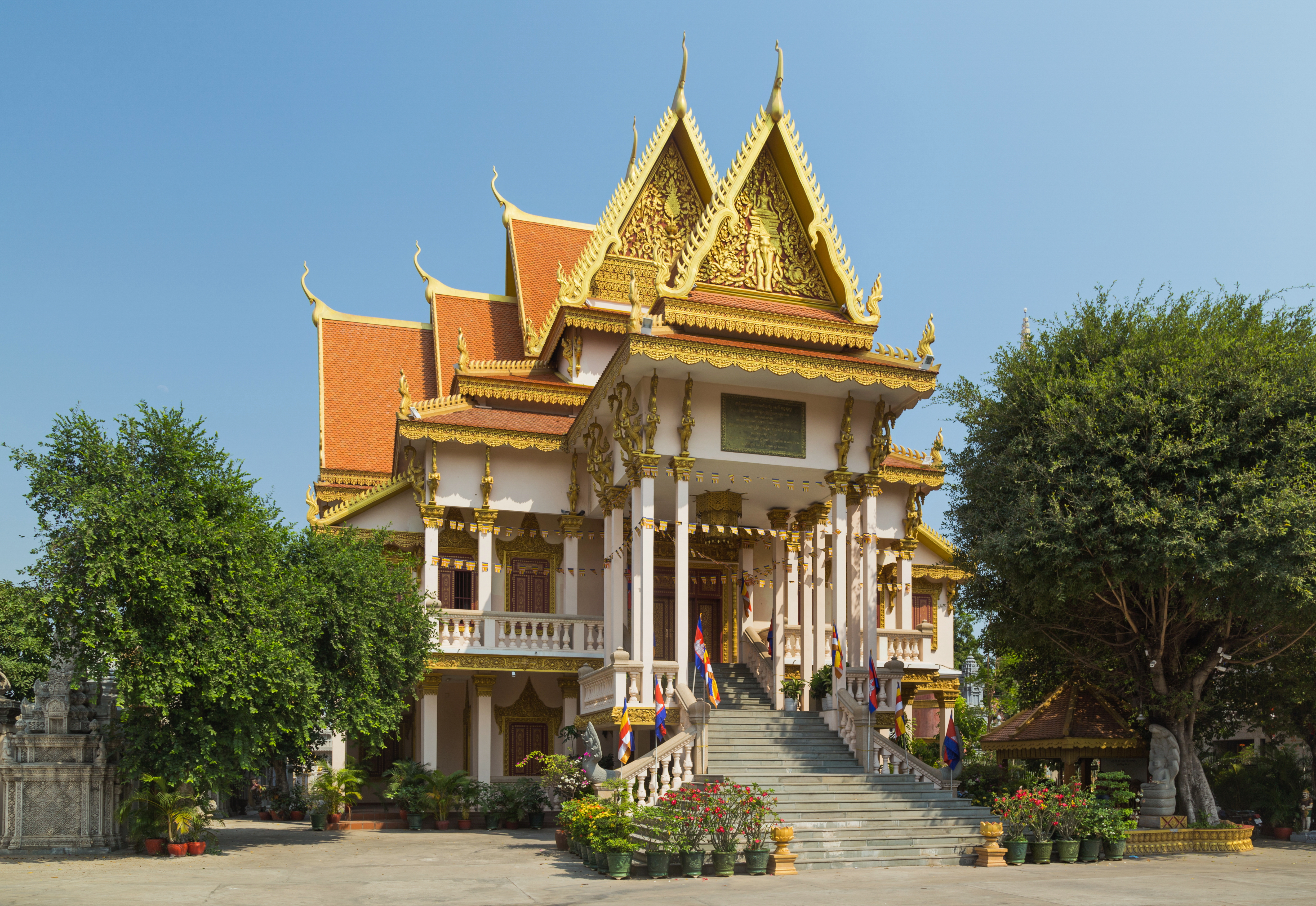
Wat Langka

Wat Langka is een tempel (wat) in de stad Phnom Penh in Cambodja. De naam van de tempel refereert aan Sri Lanka. Het is de tweede tempel die gerestaureerd werd na het bewind van de Rode Khmer, Wat Ounalom was de eerste.